# キーライムパイ

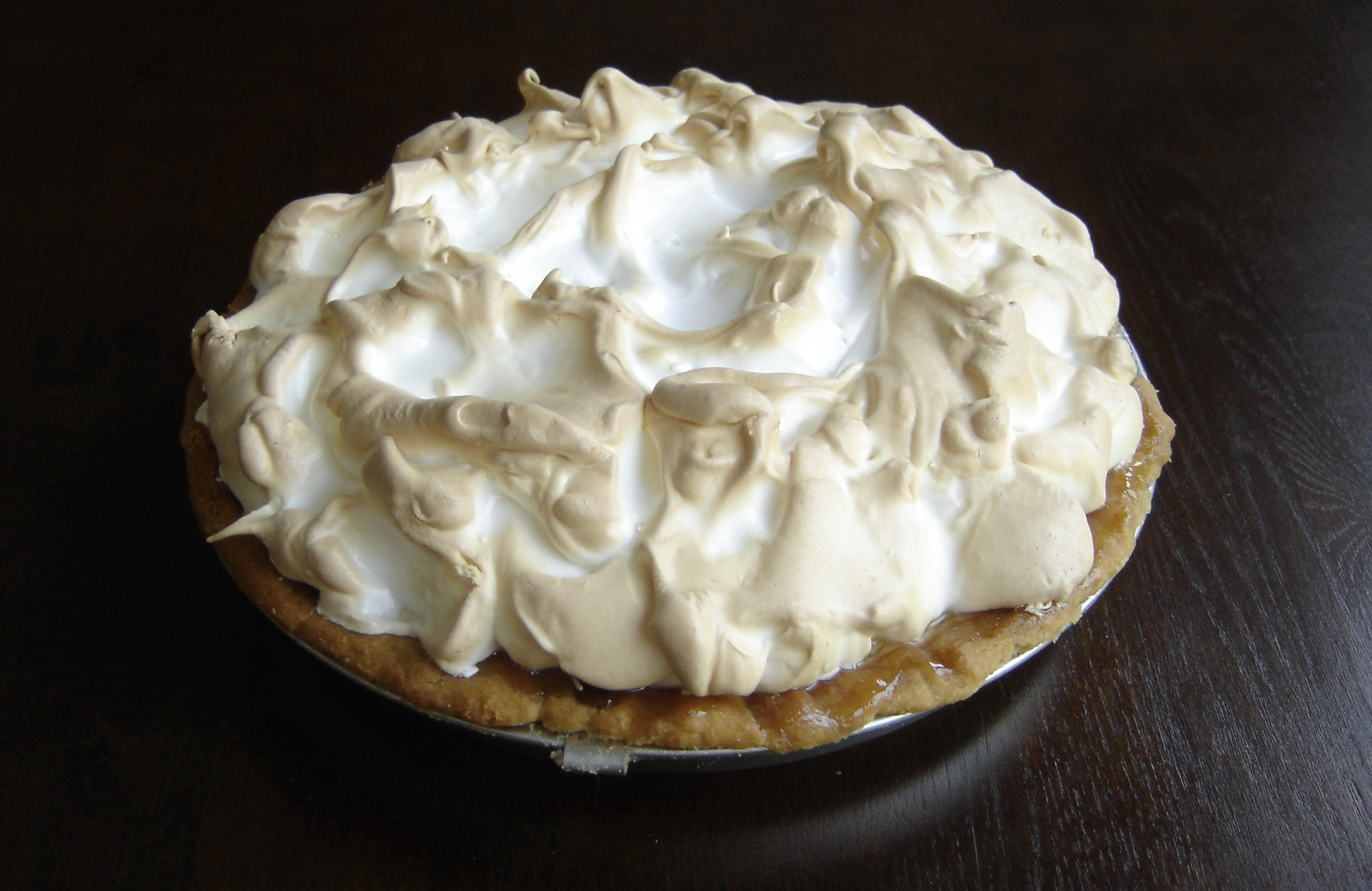
キーライムパイ

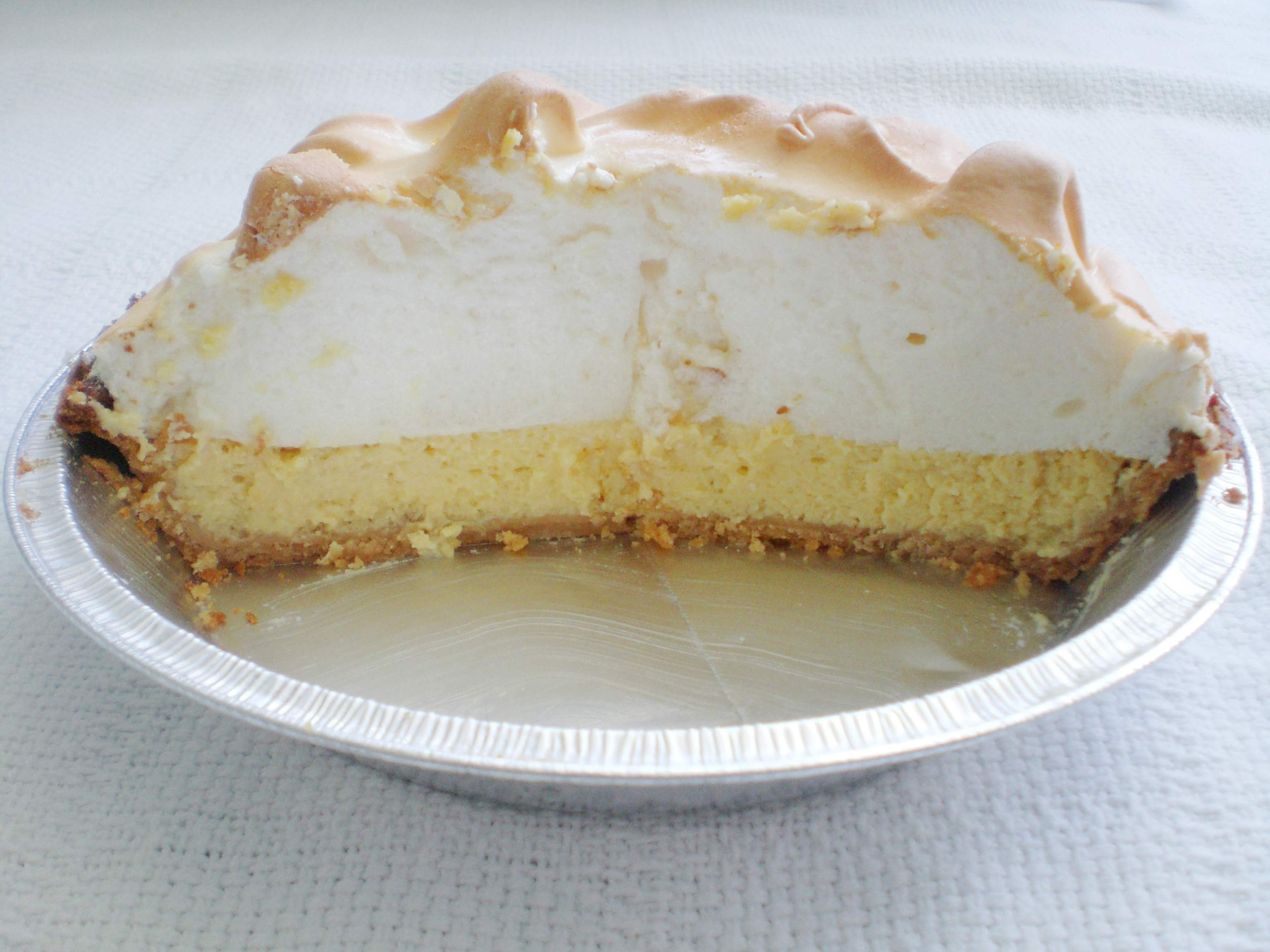
キーライムパイの断面

キーライムパイ（英: key lime pie）とは、キーライム（Citrus aurantiifolia）の果汁、卵黄、コンデンスミルクをパイクラストに入れて作るアメリカ合衆国のデザートである。

## 概要
キーライムパイの起源は19世紀末のフロリダキーズにもとめられる。伝統的なコンク（ヨーロッパ系バハマ移民）の製法では、卵黄を使用しメレンゲをトッピングする。このパイは、フロリダキーズ全域に自生する小さなキーライムから名付けられた。キーライムは、とげがあって扱いづらく、薄く黄色い皮は傷みやすいが、多くの米国食料品店で一年中販売されるタヒチライム（別名ペルシャライム、Citrus × latifolia）より酸味と芳香が強い。
フロリダキーズでは冷蔵配送が行われるまで牛乳は日用品でなかったため、キーライムパイは缶入りコンデンスミルクで作られた。
キーライムの果汁は、通常のライム果汁と異なり、淡黄色である。キーライムパイのフィリングもまた、主に卵黄を使用することにより、黄色である。着色料でパイフィリングを緑にする場合もあるが、伝統的なキーライムパイ作りでは邪道とされる。
具材を混ぜる際、コンデンスミルクとライム果汁に含まれる酸が反応して凝固し、フィリングに火を通すことが不要になるほど固まる。キーライムパイの初期のレシピではパイを焼かずにこの化学反応でフィリングを固めていた。現在は、生卵の使用によるサルモネラ中毒の危険性のため、この種のパイには通常短時間の焼き工程がある。この焼き工程により、フィリングはさらに固まる。

## 法律
1965年に、フロリダ州下院議員バーニー・パピ・ジュニアは、キーライムを使用せずにキーライムパイと宣伝したものに罰金100ドルを科す法案を提出したが、法案は可決されなかった。
2006年7月1日より、キーライムパイはフロリダ州の公式な「州のパイ」である。

## 備考
初期にはAndroid 4.4のコードネームとして用いられていたが、キーライムパイの味を知るものが少ないという理由でキットカットに変更されている。

## フィクションにおける表現
- ナチュラル・ボーン・キラーズ - 主人公達が立ち寄ったダイナーで注文するシーンあり。鮮やかすぎる毒々しい緑色を放つ。
- デクスター 警察官は殺人鬼 - 主人公の養父の友人で「キーライムパイ」に一家言を持つ女性が登場し、シーズン途中で末期ガンに侵され、主人公が殺人鬼であること察している上で彼に尊厳死を希望していることを告げ、その意を受けた主人公がキーライムパイに毒物を仕込んで食べさせるシークエンスがある。
- シェイプ・オブ・ウォーター - 主人公の隣人が、密かに想いを寄せているダイナーの店員に会うたびに、店の不味いキーライムパイを買い続けるシーンがある。